# 남포 백씨
남포 백씨(藍浦白氏)는 충청남도 보령시 남포면을 본관으로 하는 한국의 성씨이다.

## 역사
남포 백씨는 남포 토성 (任·白·李) 중 하나다.
시조 백중학(白仲鶴)은 신라 말기의 문신이자 관리다. 신라 헌안왕 때 좌간의대부(左諫議大夫)로 간관(諫官)을 지냈다. 자는 운로(雲露). 시호는 익열(益烈)이다. 묘는 남포 쌍계산 혹은 남포 계림산이라 한다.
백임지(白任至)는 고려 의종 때 내순검군(內巡檢軍)으로 왕을 호종할 때 맡은 바 소임을 충실히 하여 대정(隊正)이 되었다. 1170년(고려 의종 24) 정중부(鄭仲夫)의 난 이후 무신들이 정권을 잡자 큰 공을 세워 형부시랑(刑部侍郞), 지추밀원사(知樞密院事)에 올랐다.
백광신(白光臣)은 신종 조에 중서시랑평장사(中書侍郞平章事)를 지냈다. 수태위(守太尉) 문하시랑(門下侍郞) 동중서문하평장사(同中書門下平章事)에 올랐다. 판비서성사(判秘書省事)로 치사(致仕)했다.

## 본관 연혁
남포(藍浦)는 충청남도 보령시(保寧市) 남포면(藍浦面) 일원의 옛 지명이다.
삼한시대에 마한의 만로국(萬盧國)이었다고 한다. 백제 때 사포현(寺浦縣)이었고, 757년(신라 경덕왕 16)에 남포현(藍浦縣)으로 고쳐 서림군(西林郡, 舒川郡)에 속하였다. 1018년(현종 9)에 가림군(嘉林郡)에 편입되었다가 후에 감무가 파견되었다. 1397년(태조 6) 병마사 겸 판현사를 두었다가 1466년(세조 12)에 남포현이 되었으며, 마산(馬山)이라 불리기도 하였다. 1895년(고종 32) 홍주부(洪州府) 남포군(藍浦郡)으로 되었다가, 1913년 남포면(藍浦面)으로 보령군(保寧郡)에 편입되었다. 1995년 보령시 남포면이 되었다.

## 인물
- 백중학(白仲鶴, 810년 ~ 886년)[2]은 자(字)가 운로(雲路), 시호(諡號)는 익렬(翼烈)이다.[3] 신라 헌안왕(憲安王) 때 삼중대광(三重大匡) 좌간의대부(左諫議大夫)를 지내고[4] 860년경 남포현(藍浦縣)에 입향하여 후학을 양성했다. 부인(配)은 시중(侍中)을 지낸 김탕(金湯)의 딸 경주 김씨다.[5]
- 백광신(白光臣, 1135년 ~ 1211년)은 명종 조에 이부원외랑(吏部員外郞)을 지내고 동남도(東南道)에 나아가 안무하여 공적이 있었다. 여러 벼슬을 거쳐 지정사(知政事)가 되었다. 1200년(신종 3) 임유(任濡)를 지공거로, 동지공거(同知貢擧)가 되었다. 신종 조에 중서시랑평장사(中書侍郞平章事)를 지냈다. 수태위(守太尉) 문하시랑(門下侍郞) 동중서문하평장사(同中書門下平章事)에 올랐다. 판비서성사(判秘書省事)로 치사(致仕)했다. 1205년(희종 원년) 최충헌(崔忠獻)의 모정(茅亭)에서 시작(詩作)을 경연함에 심사를 맡아 급제 정공분(鄭公賁)의 시를 제1등급으로 뽑았다. 기로회(耆老會)를 만들어 만년을 소요자적(逍遙自適)하니 세상이 그들을 지상선(地上仙)이라 했다. 1211년(희종 7) 77세를 일기로 졸(卒)했다.
- 백문절(白文節, 1208년 ~ 1282년) : 고려의 문신. 자는 빈연(彬然), 호는 담암(淡巖). 아버지는 좌복야(左僕射) 백경선(白景瑄)이다. 고려 고종(高宗) 때 문과에 급제하여 한림원에서 벼슬하다가 중서사인(中書舍人)·이부시랑(吏部侍郎)·국자좨주(國子祭酒)를 역임하였다. 1278년(충렬왕 4)에 사의대부(司議大夫)로서 공적이 없는 권세가의 자제들이 관직에 많이 임명되므로 고신(告身)에 서명을 하지 않자 왕의 큰 노여움을 사서 옥에 갇혔다가 풀려났다. 뒤에 국학대사성(國學大司成)·보문각학사(寶文閣學士)가 되었다. 충청남도 보령(保寧)의 옥산사(玉山祠)에 제향되었으며, 시호는 문간(文簡)이다.
- 백이정(白頤正, 1247년 ~ 1323년) : 자는 약헌(若軒). 호는 이재(彝齋). 아버지는 보문각학사(寶文閣學士) 백문절(白文節)이고, 어머니는 성주 이씨(星州李氏) 참봉 이세주(李世柱)의 딸이다. 1275년(충렬왕 1) 문과에 급제, 충선왕 때 첨의평리(僉議評理)로 상의회의도감사(商議會議都監事)를 겸했고, 뒤에 상당군(上黨君)에 봉해졌다. 1298년 원(元)이 사신을 보내어 세자를 왕으로 삼고, 8월에 왕을 불러가자 충선왕을 따라 원의 연경(燕京)에서 10년 간 머물러 있었다. 그 동안 주로 성리학에 깊은 관심을 기울여 연구했고, 귀국할 때 정주(程朱)의 성리서적과 주자의 『가례(家禮)』를 가지고 돌아왔다. 그 뒤 후진 양성에 힘써서, 이제현(李齊賢)·박충좌(朴忠佐)·이곡(李穀)·이인복(李仁復)·백문보(白文寶) 등 많은 문인을 배출했으며, 도학과 예학을 발전시키는 데 크게 공헌하였다. 시호는 문헌(文憲)이다. 묘소는 충청남도 보령시 웅천면 평리 양각산(羊角山)에 있으며, 신도비 등이 남아 있다. 유고로는 「연거시(燕居詩)」·「영당요(詠唐堯)」·「한벽루(寒碧樓)」·「여홍애집구(與洪厓集句)」 등의 시구가 전해지고 있다.
- 백은기(白殷基, 1927년 ~ ) : 서울시립대학교 토목공학과 교수
- 백낙호(白樂皓, 1929년 ~ 2008년) : 서울대학교 음악대학 학장, 한국음악협회 이사장

## 과거 급제자
남포 백씨는 고려시대 문과 급제자 5명, 조선시대 문과 급제자 4명을 배출하였다.
고려 문과
백광신(白光臣) 백분화(白賁華) 백문절(白文節) 백이정(白頤正) 백린(白璘)
고려 사마
백분화(白賁華)
조선 문과
백훈(白勛)
백수영(白受英) 백세진(白世鎭) 백홍수(白弘洙)
무과
백동주(白東柱) 백신민(白信敏) 백응선(白應先)
진사시
백충원(白忠元) 백영수(白泳洙)

## 인구
2015년 대한민국 통계청 인구 조사에서 10,907명으로 조사되었다.

## 분파
- 서천 백씨(舒川白氏) 서천 촌성 (裵·白)의 하나다.[7] 이정(白頤正)의 아들인 백세렴(白世廉)이 지청풍군사(知淸風郡事)를 지내고 서천(舒川)으로 이거(移居)하여 생겨난 본관이다.
  - 남해 백씨(南海白氏) 남양 백씨라고도 한다. 곤명현(昆明縣) 성 (兪·全·文, 玄·白)의 하나다.[8]시조는 조선 성종 때 우봉현감을 지낸 백훈(勛)이다. 백훈은 세렴의 아들 함명(咸明)의 7세손이다. 남포 백씨의 분적종이다.
- 평산 백씨(平山白氏) 시조는 백군영(白君瑛)[주 9]이다. 백군영은 1360년(공민왕 9)에 정몽주, 임박(林樸)에 이어 을과 3등으로 급제하였다. 고려사에서 우왕 때 좌사의(左司議)로 등장하는 백군녕(白君寧)과 동일인물로 보인다.

## 주해
1. ↑   백임지묘지명에 대흥군 출신이라 했다.
2. ↑   백린을 추가함.
3. ↑   백훈과 백수영을 추가함.
4. ↑   고려문과 급제자로 본관이 서림(西林)으로 되어 있으나 백이정의 증손이다.
5. ↑   조선문과 급제자로 본관이 수원(水原)으로 되어 있으나 백이정의 8세손이다.
6. ↑   조선문과 급제자로 본관이 미상(未詳)으로 되어 있으나 백분화의 10세손이다.
7. ↑   본관이 서천(舒川)으로 되어있다.
8. ↑   본관이 서천(舒川)으로 되어있다.
9. ↑   평산 백씨는 남해에 있는 전백이정묘와 관련하여 백이정의 후손이라 하는데, 백군영의 과지에 부주가 내원서승(內園署丞) 백주(白珠)로, 조부가 추봉 판도판서(追封版圖判書) 백인(白珚)으로, 증조가 보승별장(保勝別將) 백수장(白秀章)으로 되어 있다. 수장은 백이정과 동시대 인물이라 사료 상으로는 평산 백씨를 백이정의 후손으로 보기 힘들다.